# Noshiro
Noshiro (jap. 能代市, -shi) ist eine Stadt in der Präfektur Akita auf Honshū, der Hauptinsel von Japan.
Die Stadt ist in Japan für das Basketballteam der Technischen Oberschule Noshiro (能代工業高校 Noshiro Kōgyō Kōkō) bekannt.

## Geographie
Noshiro liegt nördlich von Akita und südwestlich von Aomori am Japanischen Meer.
Angrenzende Städte und Gemeinden
- Kita-Akita
- Landkreis Yamamoto: Fujisato, Mitane, Happo
- Landkreis Kita-Akita: Kamikoani

## Geschichte
Am 1. Oktober 1940 schloss sich die Stadt Noshirominato mit den Dörfern Shinonome (東雲村, -mura) und Sakaki (榊村, -mura) zur Stadt Noshiro zusammen. Am 21. März 2006 hat sich Noshiro mit der Gemeinde Futatsui (二ツ井町, -machi) aus dem Landkreis Yamamoto zur neuen Stadt Noshiro zusammengeschlossen.

## Infrastruktur

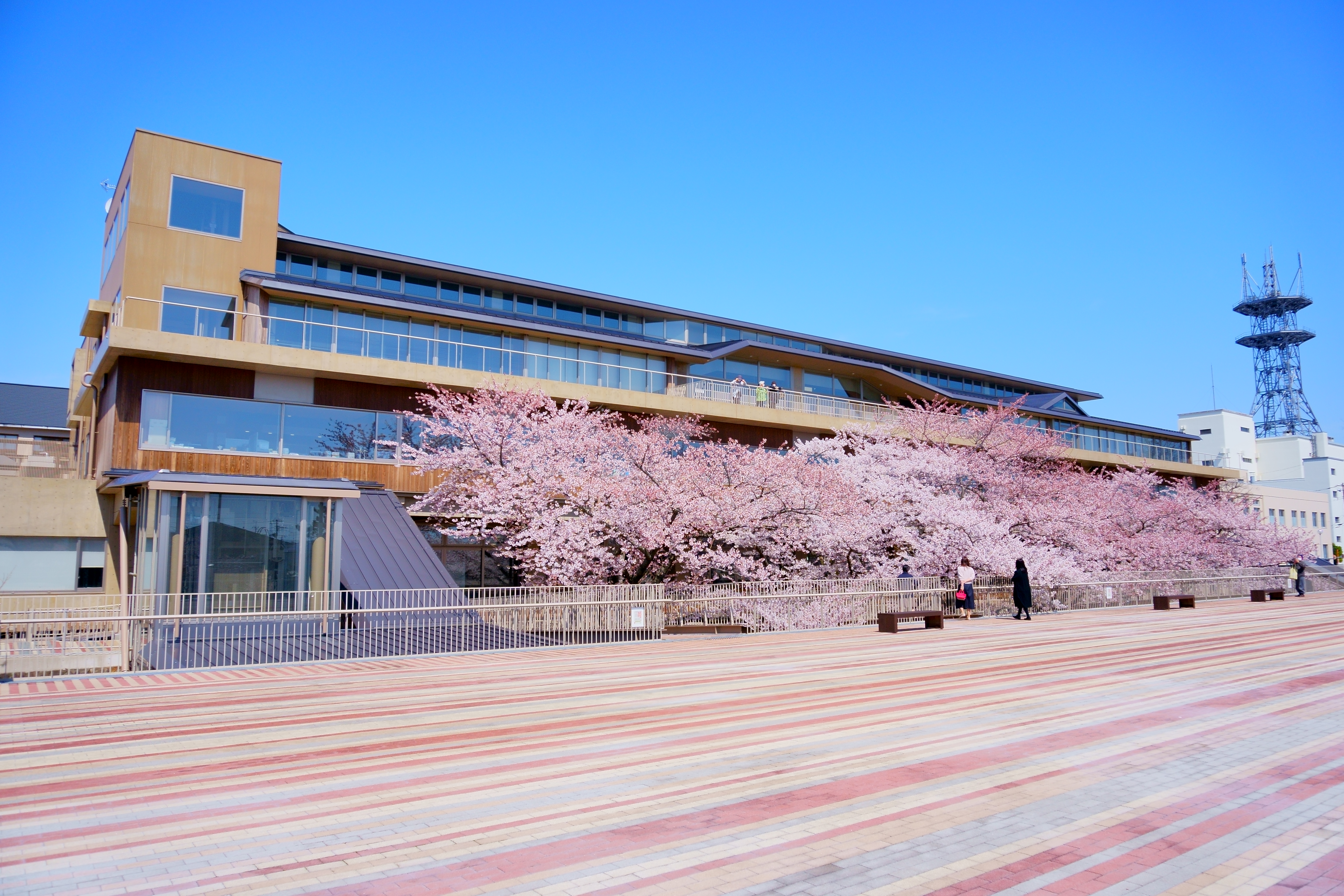
Rathaus

Noshiro ist mit einem Bahnhof der East Japan Railway Company über der Ōu-Hauptlinie an das japanische Eisenbahnnetz angeschlossen.
Die Nationalstraße 101 Richtung Aomori und Akita sowie die Nationalstraße 7 Richtung Aomori und Niigata queren die Stadt. Außerdem verläuft im Süden die Akita-Autobahn.

## Söhne und Töchter der Stadt
- Hisashi Yamada, Baseball-Spieler